# Gypsophila tubulosa
Gypsophila tubulosa är en nejlikväxtart som först beskrevs av Hippolyte François Jaubert och Sp., och fick sitt nu gällande namn av Pierre Edmond Boissier. Gypsophila tubulosa ingår i släktet slöjor, och familjen nejlikväxter. Inga underarter finns listade i Catalogue of Life.